# Vigna unguiculata
La Vigna unguiculata, també coneguda com fesolí, fesolet o mongeta xinesa, és una de les diverses espècies de plantes lleguminoses cultivades dins el gènere Vigna. Es reconeixen quatre subespècies cultivades:
- Vigna unguiculata subsp. cylindrica Catjang
- Vigna unguiculata subsp. dekindtiana
- Vigna unguiculata subsp. sesquipedalis Mongeta Yardlong
- Vigna unguiculata subsp. unguiculata Pèsol d'ull negre

Vigna unguiculata són una de les lleguminoses cultivades més importants de les zones tropicals semiàrides cobrint Àsia, Àfrica (d'on sembla originària), Sud d'Europa i Amèrica central i del sud. És una espècie tolerant a la secada i a la calor i s'adapta millor que altres cultius de lleguminoses als llocs càlids i secs. També fa la fixació del nitrogen pels seus nòduls de les arrels i creix bé en sòls pobres amb més del 85% de sorra i menys del 0,2% de matèria orgànica i baixos nivells de fòsfor. A més tolera l'ombra i, per tant, compatible amb el conreu associat amb moresc, mill, sorgo, canya de sucre, i cotó. Això el fa un conreu important en l'economia de subsistència de la sabana seca i l'Àfrica subsahariana.
Al sud dels Estats Units els “cowpeas” són un aliment comú on sovint també s'anomenen field peas (pèsols de camp).

## Descripció
És una característica distintiva el tenir les tavelles molt llargues i primes (fins a 25 cm de llargada). És una espècie herbàci, prostrada, enfiladissa o erecta anual. La planta fa de 15 a 80 cm d'alçada. Les fulles són alternades, trifoliades amb pecíols de 5 a 25 cm de llarg. La inflorescència és racemosa amb les flors blanques, de color crema, grogues, malves o porpres. Les llavors són de mida i color variable amb la forma quadrada o oblonga. Normalment hi ha unes 5.000-12.000 llavors/kg.

## Cuinat tradicional
A Sri Lanka, es couen de maneres diverses. Un sistema és coure-les amb llet de coco.